# فرودگاه دیووگوو
فرودگاه دیووگوو (به انگلیسی: Djougou Airport) یک فرودگاه با کد یاتا DJA است . این فرودگاه در کشور بنین قرار دارد .